# Liste von Vulkanen in Indonesien
Dies ist eine Liste von Vulkanen in Indonesien, die während des Quartärs mindestens einmal aktiv waren.

## Tabelle
| Bild | Name                               | Insel, Inselgruppe            | Provinz/Sonderregion         | Vulkantyp                  | Letzte Eruption         | Höhe [m]  | Geokoordinaten                |
| ---- | ---------------------------------- | ----------------------------- | ---------------------------- | -------------------------- | ----------------------- | --------- | ----------------------------- |
|      | Agung                              | Bali, Kleine Sundainseln      | Bali                         | Schichtvulkan              | 2019                    | 3142      | 08° 20′ 30″ S, 115° 30′ 30″ O |
|      | Amasing                            | Bacan, Molukken               | Maluku Utara                 | Schichtvulkane             | unbekannt               | 1030      | 00° 32′ 00″ S, 127° 29′ 00″ O |
|      | Ambang                             | Sulawesi, Große Sundainseln   | Sulawesi Utara               | Komplexer Vulkan           | 2005                    | 1795      | 00° 45′ 00″ N, 124° 25′ 00″ O |
|      | Arjuno-Welirang                    | Java, Große Sundainseln       | Jawa Timur                   | Schichtvulkan              | 1952                    | 3339      | 07° 43′ 30″ S, 112° 35′ 00″ O |
|      | Awu                                | Sangihe Besar, Sangihe-Inseln | Sulawesi Utara               | Schichtvulkan              | 2004                    | 1320      | 03° 40′ 00″ N, 125° 30′ 00″ O |
|      | Baluran                            | Java, Große Sundainseln       | Jawa Timur                   | Schichtvulkan              | unbekannt               | 1247      | 07° 51′ 00″ S, 114° 22′ 00″ O |
|      | Banda Api                          | Banda Api, Molukken           | Maluku                       | Caldera                    | 1988                    | 640       | 04° 31′ 30″ S, 129° 52′ 17″ O |
|      | Banua Wuhu                         | Sangihe-Inseln                | Sulawesi Utara               | Submariner Vulkan          | 1919                    | −5        | 03° 08′ 16″ N, 125° 29′ 26″ O |
|      | Batu Tara                          | Batu Tara, Kleine Sundainseln | Nusa Tenggara Timur          | Schichtvulkan              | 2015                    | 748       | 07° 47′ 30″ S, 123° 34′ 45″ O |
|      | Batur                              | Bali, Kleine Sundainseln      | Bali                         | Caldera                    | 2000                    | 1717      | 08° 14′ 30″ S, 115° 22′ 30″ O |
|      | Belirang-Beriti                    | Sumatra, Große Sundainseln    | Sumatra Selatan              | Komplexer Vulkan           | unbekannt               | 1958      | 02° 49′ 00″ S, 102° 11′ 00″ O |
|      | Besar                              | Sumatra, Große Sundainseln    | Sumatra Selatan              | Schichtvulkan              | 1940                    | 1899      | 04° 26′ 00″ S, 103° 40′ 00″ O |
|      | Bibinoi                            | Bacan, Molukken               | Maluku Utara                 | Schichtvulkane             | unbekannt               | 900       | 00° 46′ 00″ S, 127° 43′ 00″ O |
|      | Bratan                             | Bali, Kleine Sundainseln      | Bali                         | Caldera                    | unbekannt               | 2276      | 08° 17′ 00″ S, 115° 08′ 00″ O |
|      | Bukit Daun                         | Sumatra, Große Sundainseln    | Bengkulu                     | Schichtvulkane             | unbekannt               | 2467      | 03° 23′ 00″ S, 102° 22′ 00″ O |
|      | Bukit Lumut Balai                  | Sumatra, Große Sundainseln    | Sumatra Selatan              |                            | unbekannt               | 2055      | 04° 13′ 00″ S, 103° 37′ 00″ O |
|      | Bur ni Telong                      | Sumatra, Große Sundainseln    | Aceh                         | Schichtvulkan              | 1937                    | 2617      | 04° 46′ 08″ N, 096° 49′ 16″ O |
|      | Cereme                             | Java, Große Sundainseln       | Jawa Barat                   | Schichtvulkan              | 1951                    | 3078      | 06° 53′ 30″ S, 108° 24′ 00″ O |
|      | Colo                               | Una Una, Togianinseln         | Sulawesi Tengah              | Schichtvulkan              | 1983                    | 507       | 00° 10′ 00″ S, 121° 36′ 30″ O |
|      | Dempo                              | Sumatra, Große Sundainseln    | Sumatra Selatan              | Schichtvulkane             | 2024                    | 3173      | 04° 02′ 00″ S, 103° 08′ 00″ O |
|      | Dieng-Plateau                      | Java, Große Sundainseln       | Jawa Tengah                  | Komplexer Vulkan           | 2021                    | 2565      | 07° 12′ 00″ S, 109° 55′ 00″ O |
|      | Dukono                             | Halmahera, Molukken           | Maluku Utara                 | Komplexer Vulkan           | 2024                    | 1335      | 01° 41′ 00″ N, 127° 53′ 00″ O |
|      | Ebulobo (Amburombu/Keo Peak)       | Flores, Kleine Sundainseln    | Nusa Tenggara Timur          | Schichtvulkan              | 1969                    | 2124      | 08° 49′ 00″ S, 121° 11′ 00″ O |
|      | Egon                               | Flores, Kleine Sundainseln    | Nusa Tenggara Timur          | Schichtvulkan              | 2008                    | 1703      | 08° 40′ 00″ S, 122° 27′ 00″ O |
|      | Galunggung                         | Java, Große Sundainseln       | Jawa Barat                   | Schichtvulkan              | 1984                    | 2168      | 07° 15′ 00″ S, 108° 03′ 30″ O |
|      | Gamalama                           | Ternate, Molukken             | Maluku Utara                 | Schichtvulkan              | 2018                    | 1715      | 00° 48′ 00″ N, 127° 20′ 00″ O |
|      | Gamkonora                          | Halmahera, Molukken           | Maluku Utara                 | Schichtvulkan              | 2007                    | 1635      | 01° 23′ 00″ N, 127° 32′ 00″ O |
|      | Gede                               | Java, Große Sundainseln       | Jawa Barat                   | Schichtvulkan              | 1957                    | 2958      | 06° 47′ 00″ S, 106° 59′ 00″ O |
|      | Geureudong                         | Sumatra, Große Sundainseln    | Aceh                         | Schichtvulkan              | Pleistozän              | 2885      | 04° 48′ 47″ N, 096° 49′ 00″ O |
|      | Guntur                             | Java, Große Sundainseln       | Jawa Barat                   | Komplexer Vulkan           | 1847                    | 2249      | 07° 08′ 36″ S, 107° 50′ 23″ O |
|      | Gunungapi                          | Gunungapi, Molukken           | Maluku                       | Schichtvulkan              | 1699                    | 282       | 06° 38′ 05″ S, 126° 39′ 36″ O |
|      | Helatoba-Tarutung                  | Sumatra, Große Sundainseln    | Sumatra Utara                | Fumarole                   | Pleistozän              | 1100      | 02° 02′ 00″ N, 098° 56′ 00″ O |
|      | Hiri                               | Hiri, Molukken                | Maluku Utara                 | Schichtvulkan              | unbekannt               | 630       | 00° 54′ 00″ N, 127° 19′ 00″ O |
|      | Hulubelu                           | Sumatra, Große Sundainseln    | Lampung                      | Caldera                    | unbekannt               | 1040      | 05° 21′ 00″ S, 104° 36′ 00″ O |
|      | Hutapanjang                        | Sumatra, Große Sundainseln    | Jambi                        | Schichtvulkan              | unbekannt               | 2021      | 02° 20′ 00″ S, 101° 36′ 00″ O |
|      | Ibu                                | Halmahera, Molukken           | Maluku Utara                 | Schichtvulkan              | 2024                    | 1325      | 01° 29′ 15″ N, 127° 38′ 00″ O |
|      | Ijen                               | Java, Große Sundainseln       | Jawa Timur                   | Schichtvulkane             | 1999                    | 2799      | 08° 03′ 30″ S, 114° 14′ 30″ O |
|      | Iliboleng                          | Adonara, Kleine Sundainseln   | Nusa Tenggara Timur          | Schichtvulkan              | 1993                    | 1659      | 08° 20′ 30″ S, 123° 15′ 30″ O |
|      | Ilikedeka                          | Flores, Kleine Sundainseln    | Nusa Tenggara Timur          | Schichtvulkan              | Pleistozän              | 871       | 08° 18′ 00″ S, 122° 54′ 00″ O |
|      | Ililabalekan                       | Lembata, Kleine Sundainseln   | Nusa Tenggara Timur          | Schichtvulkan              | unbekannt               | 1018      | 08° 33′ 00″ S, 123° 23′ 00″ O |
|      | Ilimuda                            | Flores, Kleine Sundainseln    | Nusa Tenggara Timur          | Schichtvulkan              | unbekannt               | 1100      | 08° 28′ 42″ S, 122° 40′ 16″ O |
|      | Iliwerung                          | Lembata, Kleine Sundainseln   | Nusa Tenggara Timur          | Komplexer Vulkan           | 2021                    | 1018      | 08° 32′ 00″ S, 123° 34′ 00″ O |
|      | Imun                               | Sumatra, Große Sundainseln    | Sumatra Utara                | unbekannt                  | unbekannt               | 1505      | 02° 09′ 30″ N, 098° 56′ 00″ O |
|      | Inielika                           | Flores, Kleine Sundainseln    | Nusa Tenggara Timur          | Komplexer Vulkan           | 2001                    | 1559      | 08° 44′ 00″ S, 120° 59′ 00″ O |
|      | Inierie                            | Flores, Kleine Sundainseln    | Nusa Tenggara Timur          | Schichtvulkan              | ca. 8050 v. Chr.        | 2245      | 08° 52′ 30″ S, 120° 57′ 00″ O |
|      | Iya                                | Flores, Kleine Sundainseln    | Nusa Tenggara Timur          | Schichtvulkan              | 1969                    | 637       | 08° 53′ 48″ S, 121° 38′ 42″ O |
|      | Iyang-Argapura                     | Java, Große Sundainseln       | Jawa Timur                   | Komplexer Vulkan           | unbekannt               | 3088      | 07° 58′ 00″ S, 113° 34′ 00″ O |
|      | Jailolo                            | Halmahera, Molukken           | Maluku Utara                 | Schichtvulkan              | unbekannt               | 1130      | 01° 05′ 00″ N, 127° 25′ 00″ O |
|      | Kaba                               | Sumatra, Große Sundainseln    | Bengkulu                     | Schichtvulkan              | 2000                    | 1952      | 03° 31′ 00″ S, 102° 37′ 00″ O |
|      | Kamojang                           | Java, Große Sundainseln       | Jawa Barat                   | Schichtvulkane             | Pleistozän              | 1730      | 07° 07′ 30″ S, 107° 48′ 00″ O |
|      | Karang                             | Java, Große Sundainseln       | Banten                       | Schichtvulkan              | unbekannt               | 1778      | 06° 16′ 00″ S, 106° 02′ 30″ O |
|      | Karangetang (Api Siau)             | Siau, Sangihe-Inseln          | Sulawesi Utara               | Schichtvulkan              | 2023                    | 1784      | 02° 47′ 00″ N, 125° 24′ 00″ O |
|      | Kawah Karaha                       | Java, Große Sundainseln       | Jawa Barat                   | Fumarole                   | unbekannt               | 1155      | 07° 07′ 00″ S, 108° 05′ 00″ O |
|      | Kawi-Butak                         | Java, Große Sundainseln       | Jawa Timur                   | Schichtvulkane             | unbekannt               | 2651      | 07° 55′ 00″ S, 112° 27′ 00″ O |
|      | Kelimutu                           | Flores, Kleine Sundainseln    | Nusa Tenggara Timur          | Komplexer Vulkan           | 1968                    | 1639      | 08° 46′ 00″ S, 121° 49′ 00″ O |
|      | Kelut                              | Java, Große Sundainseln       | Jawa Timur                   | Schichtvulkan              | 2014                    | 1731      | 07° 56′ 00″ S, 112° 18′ 30″ O |
|      | Kembar                             | Sumatra, Große Sundainseln    | Aceh                         | Schildvulkan               | Pleistozän              | 2245      | 03° 50′ 59″ N, 097° 39′ 50″ O |
|      | Kendang                            | Java, Große Sundainseln       | Jawa Barat                   | Schichtvulkan              | unbekannt               | 2608      | 07° 14′ 00″ S, 107° 43′ 00″ O |
|      | Kerinchi                           | Sumatra, Große Sundainseln    | Sumatra Barat                | Schichtvulkan              | 2023                    | 3805      | 01° 41′ 50″ S, 101° 15′ 52″ O |
|      | Klabat                             | Sulawesi, Große Sundainseln   | Sulawesi Utara               | Schichtvulkan              | unbekannt               | 1995      | 01° 28′ 00″ N, 125° 02′ 00″ O |
|      | Krakatau                           | Krakatau                      | Lampung                      | Caldera                    | 2024                    | 813       | 06° 06′ 06″ S, 105° 25′ 22″ O |
|      | Kunyit                             | Sumatra, Große Sundainseln    | Jambi                        | Schichtvulkan              | unbekannt               | 2151      | 02° 16′ 27″ S, 101° 28′ 57″ O |
|      | Lamongan                           | Java, Große Sundainseln       | Jawa Timur                   | Schichtvulkan              | 1898                    | 1651      | 07° 58′ 45″ S, 113° 20′ 32″ O |
|      | Lawu                               | Java, Große Sundainseln       | Jawa Tengah, Jawa Timur      | Schichtvulkan              | 1885                    | 3265      | 07° 37′ 30″ S, 111° 11′ 30″ O |
|      | Leroboleng (Lewono)                | Flores, Kleine Sundainseln    | Nusa Tenggara Timur          | Komplexer Vulkan           | 2003                    | 1117      | 08° 21′ 30″ S, 122° 50′ 30″ O |
|      | Lewotobi                           | Flores, Kleine Sundainseln    | Nusa Tenggara Timur          | Schichtvulkane             | 2024                    | 1703      | 08° 32′ 30″ S, 122° 46′ 30″ O |
|      | Lewotolo                           | Lembata, Kleine Sundainseln   | Nusa Tenggara Timur          | Schichtvulkan              | 2024                    | 1423      | 08° 16′ 18″ S, 123° 30′ 18″ O |
|      | Lokon-Empung                       | Sulawesi, Große Sundainseln   | Sulawesi Utara               | Schichtvulkan              | 2015                    | 1580      | 01° 21′ 30″ N, 124° 47′ 30″ O |
|      | Lubukraya                          | Sumatra, Große Sundainseln    | Sumatra Utara                | Schichtvulkan              | unbekannt               | 1862      | 01° 28′ 40″ N, 099° 12′ 33″ O |
|      | Lurus                              | Java, Große Sundainseln       | Jawa Timur                   | Komplexer Vulkan           | unbekannt               | 539       | 07° 44′ 00″ S, 113° 35′ 00″ O |
|      | Mahawu                             | Sulawesi, Große Sundainseln   | Sulawesi Utara               | Schichtvulkan              | 1977                    | 1324      | 01° 21′ 30″ N, 124° 51′ 30″ O |
|      | Makian (Kie Besi)                  | Makian, Molukken              | Maluku Utara                 | Schichtvulkan              | 1988                    | 1357      | 00° 19′ 00″ N, 127° 24′ 00″ O |
|      | Malabar                            | Java, Große Sundainseln       | Jawa Barat                   | Schichtvulkan              | unbekannt               | 2343      | 07° 08′ 00″ S, 107° 39′ 00″ O |
|      | Malang-Ebene                       | Java, Große Sundainseln       | Jawa Timur                   | Maare                      | unbekannt               | 680       | 08° 01′ 00″ S, 112° 41′ 00″ O |
|      | Malintang                          | Sumatra, Große Sundainseln    | Sumatra Barat, Sumatra Utara | Schichtvulkan              | unbekannt               | 1983      | 00° 28′ 00″ N, 099° 40′ 00″ O |
|      | Manuk                              | Manuk, Molukken               | Maluku                       | Schichtvulkan              | unbekannt               | 282       | 05° 32′ 00″ S, 130° 17′ 30″ O |
|      | Marapi                             | Sumatra, Große Sundainseln    | Sumatra Barat                | Komplexer Vulkan           | 2024                    | 2891      | 00° 22′ 50″ S, 100° 28′ 24″ O |
|      | Mare                               | Mare, Molukken                | Maluku Utara                 | Schichtvulkan              | unbekannt               | 308       | 00° 34′ 00″ N, 127° 24′ 00″ O |
|      | Merapi                             | Java, Große Sundainseln       | Jawa Tengah, Yogyakarta      | Schichtvulkan              | 2024                    | 2968      | 07° 32′ 30″ S, 110° 26′ 30″ O |
|      | Merbabu                            | Java, Große Sundainseln       | Jawa Tengah                  | Schichtvulkan              | 1797                    | 3145      | 07° 27′ 00″ S, 110° 26′ 00″ O |
|      | Moti (Motir)                       | Moti, Molukken                | Maluku Utara                 | Schichtvulkan              | unbekannt               | 950       | 00° 27′ 00″ N, 127° 24′ 00″ O |
|      | Muria                              | Java, Große Sundainseln       | Jawa Tengah                  | Schichtvulkan              | 160 v. Chr. ± 300 Jahre | 1625      | 06° 37′ 00″ S, 110° 53′ 00″ O |
|      | Ndete Napu                         | Flores, Kleine Sundainseln    | Nusa Tenggara Timur          | Fumarole                   | unbekannt               | 750       | 08° 43′ 00″ S, 121° 47′ 00″ O |
|      | Nila                               | Nila, Molukken                | Maluku                       | Schichtvulkan              | 1968                    | 781       | 06° 44′ 00″ S, 129° 30′ 00″ O |
|      | Paluweh (Rokatenda)                | Palu, Kleine Sundainseln      | Nusa Tenggara Timur          | Schichtvulkan              | 2013                    | 875       | 08° 19′ 00″ S, 121° 42′ 30″ O |
|      | Papandayan                         | Java, Große Sundainseln       | Jawa Barat                   | Schichtvulkane             | 2002                    | 2665      | 07° 19′ 00″ S, 107° 44′ 00″ O |
|      | Patah                              | Sumatra, Große Sundainseln    | Bengkulu, Sumatra Selatan    | unbekannt                  | unbekannt               | 2817      | 04° 16′ 00″ S, 103° 18′ 00″ O |
|      | Patuha                             | Java, Große Sundainseln       | Jawa Barat                   | Schichtvulkan              | unbekannt               | 2434      | 07° 09′ 37″ S, 107° 24′ 00″ O |
|      | Penanggungan                       | Java, Große Sundainseln       | Jawa Timur                   | Schichtvulkan              | unbekannt               | 1653      | 07° 37′ 00″ S, 112° 38′ 00″ O |
|      | Pendan                             | Sumatra, Große Sundainseln    | Bengkulu                     | unbekannt                  | unbekannt               | unbekannt | 02° 49′ 00″ S, 102° 01′ 00″ O |
|      | Perbakti-Gagak (Kiaraberes-Gagak)  | Java, Große Sundainseln       | Jawa Barat                   | Schichtvulkane             | 1939                    | 1699      | 06° 45′ 00″ S, 106° 42′ 00″ O |
|      | Peuet Sague                        | Sumatra, Große Sundainseln    | Aceh                         | Komplexer Vulkan           | 2000                    | 2801      | 04° 54′ 52″ N, 096° 19′ 45″ O |
|      | Poco Leok                          | Flores, Kleine Sundainseln    | Nusa Tenggara Timur          | Schichtvulkan              | unbekannt               | 1675      | 08° 41′ 00″ S, 120° 29′ 00″ O |
|      | Pulosari                           | Java, Große Sundainseln       | Banten                       | Schichtvulkan              | unbekannt               | 1346      | 06° 20′ 30″ S, 105° 58′ 30″ O |
|      | Rajabasa                           | Sumatra, Große Sundainseln    | Lampung                      | Schichtvulkan              | unbekannt               | 1281      | 05° 47′ 00″ S, 105° 37′ 30″ O |
|      | Ranakah                            | Flores, Kleine Sundainseln    | Nusa Tenggara Timur          | Lavadome                   | 1991                    | 2350      | 08° 37′ 00″ S, 120° 31′ 00″ O |
|      | Ranau                              | Sumatra, Große Sundainseln    | Lampung, Sumatra Selatan     | Caldera                    | unbekannt               | 1881      | 04° 50′ 00″ S, 103° 55′ 00″ O |
|      | Raung                              | Java, Große Sundainseln       | Jawa Timur                   | Schichtvulkan              | 2022                    | 3332      | 08° 07′ 30″ S, 114° 02′ 30″ O |
|      | Rinjani                            | Lombok, Kleine Sundainseln    | Nusa Tenggara Barat          | Schichtvulkan              | 2018                    | 3726      | 08° 25′ 00″ S, 116° 28′ 00″ O |
|      | Ruang                              | Ruang, Sangihe-Inseln         | Sulawesi Utara               | Schichtvulkan              | 2024                    | 725       | 02° 18′ 00″ N, 125° 22′ 00″ O |
|      | Salak                              | Java, Große Sundainseln       | Jawa Barat                   | Schichtvulkan              | 1938                    | 2211      | 06° 43′ 00″ S, 106° 44′ 00″ O |
|      | Sangeang Api                       | Sangeang, Kleine Sundainseln  | Nusa Tenggara Barat          | Komplexer Vulkan           | 2022                    | 1949      | 08° 12′ 00″ S, 119° 04′ 00″ O |
|      | Sarik-Gajah                        | Sumatra, Große Sundainseln    | Sumatra Barat                | Schlacken- und Aschenkegel | unbekannt               | unbekannt | 00° 05′ 00″ N, 100° 12′ 00″ O |
|      | Sekincau Belirang                  | Sumatra, Große Sundainseln    | Lampung                      | Calderen                   | unbekannt               | 1719      | 05° 07′ 00″ S, 104° 19′ 00″ O |
|      | Semeru                             | Java, Große Sundainseln       | Jawa Timur                   | Schichtvulkan              | 2021                    | 3676      | 08° 06′ 30″ S, 112° 55′ 00″ O |
|      | Sempu                              | Sulawesi, Große Sundainseln   | Sulawesi Utara               | Caldera                    | unbekannt               | 1549      | 01° 08′ 00″ N, 124° 45′ 30″ O |
|      | Serawerna (Teun, Teon)             | Teun, Molukken                | Maluku                       | Schichtvulkan              | 1904                    | 655       | 06° 55′ 00″ S, 129° 07′ 30″ O |
|      | Serua                              | Serua, Molukken               | Maluku                       | Schichtvulkan              | 1921                    | 641       | 06° 18′ 00″ S, 130° 00′ 00″ O |
|      | Seulawah Agam                      | Sumatra, Große Sundainseln    | Aceh                         | Schichtvulkan              | 1839                    | 1810      | 05° 26′ 51″ N, 095° 39′ 28″ O |
|      | Sibayak                            | Sumatra, Große Sundainseln    | Sumatra Utara                | Schichtvulkane             | 1881                    | 2212      | 03° 14′ 00″ N, 098° 31′ 00″ O |
|      | Sibualbuali                        | Sumatra, Große Sundainseln    | Sumatra Utara                | Schichtvulkan              | unbekannt               | 1819      | 01° 33′ 20″ N, 099° 15′ 19″ O |
|      | Sinabung                           | Sumatra, Große Sundainseln    | Sumatra Utara                | Schichtvulkan              | 2021                    | 2460      | 03° 10′ 00″ N, 098° 23′ 30″ O |
|      | Sirung                             | Pantar, Kleine Sundainseln    | Nusa Tenggara Timur          | Komplexer Vulkan           | 2021                    | 862       | 08° 30′ 30″ S, 124° 08′ 00″ O |
|      | Slamet                             | Java, Große Sundainseln       | Jawa Tengah                  | Schichtvulkan              | 2014                    | 3428      | 07° 14′ 30″ S, 109° 12′ 30″ O |
|      | Soputan                            | Sulawesi, Große Sundainseln   | Sulawesi Utara               | Schichtvulkan              | 2020                    | 1784      | 01° 06′ 30″ N, 124° 44′ 00″ O |
|      | Sorikmarapi                        | Sumatra, Große Sundainseln    | Sumatra Utara                | Schichtvulkan              | 1986                    | 2145      | 00° 41′ 09″ N, 099° 32′ 22″ O |
|      | Sukaria                            | Flores, Kleine Sundainseln    | Nusa Tenggara Timur          | Caldera                    | unbekannt               | 1500      | 08° 47′ 30″ S, 121° 46′ 00″ O |
|      | Sumbing (auf Java)                 | Java, Große Sundainseln       | Jawa Tengah                  | Schichtvulkan              | ca. 1730                | 3371      | 07° 23′ 03″ S, 110° 04′ 13″ O |
|      | Sumbing (auf Sumatra)              | Sumatra, Große Sundainseln    | Jambi                        | Schichtvulkan              | 1921                    | 2507      | 02° 24′ 51″ S, 101° 43′ 39″ O |
|      | Sundoro                            | Java, Große Sundainseln       | Jawa Tengah                  | Schichtvulkan              | 1971                    | 3136      | 07° 18′ 00″ S, 109° 59′ 30″ O |
|      | Suoh (Suwoh)                       | Sumatra, Große Sundainseln    | Lampung                      | Calderen                   | 2024                    | 1000      | 05° 15′ 00″ S, 104° 16′ 00″ O |
|      | Talagabodas                        | Java, Große Sundainseln       | Jawa Barat                   | Schichtvulkan              | unbekannt               | 2201      | 07° 12′ 30″ S, 108° 04′ 00″ O |
|      | Talakmau                           | Sumatra, Große Sundainseln    | Sumatra Barat                | Komplexer Vulkan           | unbekannt               | 2919      | 00° 04′ 45″ N, 099° 59′ 00″ O |
|      | Talang                             | Sumatra, Große Sundainseln    | Sumatra Barat                | Schichtvulkan              | 2007                    | 2597      | 00° 58′ 42″ S, 100° 40′ 46″ O |
|      | Tambora                            | Sumbawa, Kleine Sundainseln   | Nusa Tenggara Barat          | Schichtvulkan              | 1967 ± 20 Jahre         | 2850      | 08° 15′ 00″ S, 118° 00′ 00″ O |
|      | Tampomas                           | Java, Große Sundainseln       | Jawa Barat                   | Schichtvulkan              | unbekannt               | 1684      | 06° 46′ 00″ S, 107° 57′ 00″ O |
|      | Tandikat                           | Sumatra, Große Sundainseln    | Sumatra Barat                | Schichtvulkane             | 1924                    | 2438      | 00° 25′ 58″ S, 100° 19′ 02″ O |
|      | Tangkuban Perahu (Tangkubanparahu) | Java, Große Sundainseln       | Jawa Barat                   | Schichtvulkan              | 2019                    | 2084      | 06° 46′ 00″ S, 107° 36′ 00″ O |
|      | Tarakan                            | Halmahera, Molukken           | Maluku Utara                 | Schlacken- und Aschenkegel | unbekannt               | 318       | 01° 50′ 00″ N, 127° 50′ 00″ O |
|      | Telomoyo                           | Java, Große Sundainseln       | Jawa Tengah                  | Schichtvulkan              | unbekannt               | 1894      | 07° 21′ 41″ S, 110° 23′ 58″ O |
|      | Tengger-Vulkanmassiv               | Java, Große Sundainseln       | Jawa Timur                   | Schichtvulkane             | 2023                    | 2329      | 07° 56′ 30″ S, 112° 57′ 00″ O |
|      | Tidore                             | Tidore, Molukken              | Maluku Utara                 | Schichtvulkan              | unbekannt               | 1730      | 00° 39′ 30″ N, 127° 24′ 00″ O |
|      | Tigalalu                           | Kayoa, Molukken               | Maluku Utara                 | Schichtvulkan              | unbekannt               | 422       | 00° 04′ 00″ N, 127° 25′ 00″ O |
|      | Toba                               | Sumatra, Große Sundainseln    | Sumatra Utara                | Caldera                    | unbekannt               | 2157      | 02° 35′ 00″ N, 098° 50′ 00″ O |
|      | Tobaru                             | Halmahera, Molukken           | Maluku Utara                 | unbekannt                  | unbekannt               | 1035      | 01° 38′ 00″ N, 127° 40′ 00″ O |
|      | Todoko-Ranu                        | Halmahera, Molukken           | Maluku Utara                 | Calderen                   | unbekannt               | 979       | 01° 15′ 00″ N, 127° 28′ 00″ O |
|      | Tondano                            | Sulawesi, Große Sundainseln   | Sulawesi Utara               | Caldera                    | unbekannt               | 1202      | 01° 14′ 00″ N, 124° 50′ 00″ O |
|      | Tongkoko                           | Sulawesi, Große Sundainseln   | Sulawesi Utara               | Schichtvulkan              | 1880                    | 1149      | 01° 31′ 00″ N, 125° 12′ 00″ O |
|      | Ungaran                            | Java, Große Sundainseln       | Jawa Tengah                  | Schichtvulkan              | unbekannt               | 2050      | 07° 11′ 00″ S, 110° 20′ 00″ O |
|      | Wai Sano                           | Flores, Kleine Sundainseln    | Nusa Tenggara Timur          | Caldera                    | unbekannt               | 903       | 08° 43′ 00″ S, 120° 01′ 00″ O |
|      | Wayang-Windu                       | Java, Große Sundainseln       | Jawa Barat                   | Lavadom                    | unbekannt               | 2182      | 07° 12′ 30″ S, 107° 38′ 00″ O |
|      | Weh                                | Weh                           | Aceh                         | Schichtvulkan              | Pleistozän              | 617       | 05° 49′ 00″ N, 095° 17′ 00″ O |
|      | Wilis                              | Java, Große Sundainseln       | Jawa Timur                   | Schichtvulkan              | unbekannt               | 2563      | 07° 48′ 30″ S, 111° 45′ 30″ O |
|      | Wurlali (Damar)                    | Damar, Molukken               | Maluku                       | Schichtvulkan              | 1892                    | 868       | 07° 07′ 30″ S, 128° 40′ 30″ O |